# Færøske lagtingsmedlemmer 1994-1998
Færøernes Lagting havde 32 medlemmer mellem lagtingsvalgene 1994 og 1998.

## Faste medlemmer
Her regnes med alle valgte medlemmer, samt fast mødende vicemedlemmer.
| Navn                  | Parti                     | Valgkreds      | Bemærkninger                                       |
| --------------------- | ------------------------- | -------------- | -------------------------------------------------- |
| Álvur Zachariasen     | Sjálvstýrisflokkurin      | Norðoyar       |                                                    |
| Anfinn Kallsberg      | Fólkaflokkurin            | Norðoyar       | Minister 1996–1998. Rúna Sivertsen mødte.          |
| Bjarni Djurholm       | Fólkaflokkurin            | Suðurstreymoy  |                                                    |
| Bjørn á Heygum        | Sambandsflokkurin         | Suðurstreymoy  |                                                    |
| Edmund Joensen        | Sambandsflokkurin         | Eysturoy       | Statsminister 1994–1998. Atli Hansen mødte.        |
| Finnbogi Arge         | Sambandsflokkurin         | Suðurstreymoy  | Skiftede til Fólkaflokkurin i 1995.                |
| Finnbogi Ísakson      | Tjóðveldisflokkurin       | Suðurstreymoy  |                                                    |
| Heini O. Heinesen     | Tjóðveldisflokkurin       | Norðoyar       |                                                    |
| Helena Dam á Neystabø | Sjálvstýrisflokkurin      | Suðurstreymoy  |                                                    |
| Henrik Old            | Javnaðarflokkurin         | Suðuroy        |                                                    |
| Ingeborg Vinther      | Verkamannafylkingin       | Suðuroy        |                                                    |
| Ivan Johannesen       | Sambandsflokkurin         | Vágar          | Minister 1994–1998. Sune Jacobsen mødte.           |
| Jákup Joensen         | Sambandsflokkurin         | Suðuroy        |                                                    |
| Jákup Olsen           | Kristiligi Fólkaflokkurin | Suðuroy        |                                                    |
| Jenis av Rana         | Miðflokkurin              | Suðurstreymoy  |                                                    |
| Jóannes Eidesgaard    | Javnaðarflokkurin         | Suðuroy        | Minister 1994–1996.                                |
| Jógvan A. Johannessen | Javnaðarflokkurin         | Sandoy         |                                                    |
| Jógvan Durhuus        | Tjóðveldisflokkurin       | Norðurstreymoy |                                                    |
| Jógvan I. Olsen       | Sambandsflokkurin         | Eysturoy       | Lagtingsformand i 1994 og 1995–1998.               |
| John Petersen         | Fólkaflokkurin            | Sandoy         | Minister 1996–1998. Eyðun M. Viderø mødte.         |
| Jørgen Niclasen       | Fólkaflokkurin            | Vágar          |                                                    |
| Kjartan Joensen       | Fólkaflokkurin            | Eysturoy       |                                                    |
| Kristian Magnussen    | Verkamannafylkingin       | Suðurstreymoy  | Minister 1996–1998.                                |
| Lasse Klein           | Kristiligi Fólkaflokkurin | Eysturoy       |                                                    |
| Lisbeth L. Petersen   | Sambandsflokkurin         | Suðurstreymoy  |                                                    |
| Maria Hansen          | Sambandsflokkurin         | Norðurstreymoy |                                                    |
| Marita Petersen       | Javnaðarflokkurin         | Suðurstreymoy  | Lagtingsformand 1994–1995.                         |
| Óli Breckmann         | Fólkaflokkurin            | Suðurstreymoy  |                                                    |
| Óli Jacobsen          | Verkamannafylkingin       | Eysturoy       | Minister 1994–1995 og i 1998. K.R. Johansen mødte. |
| Signar á Brúnni       | Tjóðveldisflokkurin       | Eysturoy       |                                                    |
| Tordur Niclasen       | Miðflokkurin              | Eysturoy       |                                                    |
| Vilhelm Johannesen    | Javnaðarflokkurin         | Norðoyar       |                                                    |

| Portal | Portal:Færøerne |